# Wyndham Championship
Le Wyndham Championship est un tournoi de golf du PGA Tour qui se déroule annuellement à Greensboro en Caroline du Nord. Originellement appelé Greater Greensboro Open, il a changé de nom en fonction des sponsors qui se sont succédé.

## Description
Le tournoi, qui avait lieu traditionnellement en automne, se déroule désormais en août. Il est le dernier tournoi du PGA Tour avant le début des play-offs de la FedEx Cup.
Sam Snead détient, avec ce tournoi, deux records du PGA Tour qui sont toujours d'actualité en 2008 : avec 8 victoires, il détient le record du nombre de victoires obtenue dans le même tournoi du circuit PGA. Sa dernière victoire, obtenue en 1965, fait également de lui le vainqueur le plus âgé d'un tournoi du PGA Tour.

## Palmarès
| Année                                                | Vainqueur           | Nationalité      | Score     | Écart    |
| ---------------------------------------------------- | ------------------- | ---------------- | --------- | -------- |
| Greater Greensboro Open                              |                     |                  |           |          |
| 1938                                                 | Sam Snead           | États-Unis       | 271 (−11) | 5 coups  |
| 1939                                                 | Ralph Guldahl       | États-Unis       | 280 (−2)  | 3 coups  |
| 1940                                                 | Ben Hogan           | États-Unis       | 270 (−12) | 9 coups  |
| 1941                                                 | Byron Nelson        | États-Unis       | 276 (−6)  | 2 coups  |
| 1942                                                 | Sam Byrd            | États-Unis       | 279 (−5)  | 2 coups  |
| 1943−1944 : Pas de tournoi (Seconde Guerre mondiale) |                     |                  |           |          |
| 1945                                                 | Byron Nelson (2)    | États-Unis       | 271 (−13) | 8 coups  |
| 1946                                                 | Sam Snead (2)       | États-Unis       | 270 (−10) | 6 coups  |
| 1947                                                 | Vic Ghezzi          | États-Unis       | 286 (+2)  | 2 coups  |
| 1948                                                 | Lloyd Mangrum       | États-Unis       | 278 (−2)  | 1 coup   |
| 1949                                                 | Sam Snead (3)       | États-Unis       | 276 (−8)  | Playoffs |
| 1950                                                 | Sam Snead (4)       | États-Unis       | 269 (−11) | 10 coups |
| 1951                                                 | Art Doering         | États-Unis       | 279 (−5)  | 5 coups  |
| 1952                                                 | Dave Douglas        | États-Unis       | 277 (−7)  | 1 coup   |
| 1953                                                 | Earl Stewart        | États-Unis       | 275 (−5)  | Playoffs |
| 1954                                                 | Doug Ford           | États-Unis       | 283 (−1)  | Playoffs |
| 1955                                                 | Sam Snead (5)       | États-Unis       | 273 (−7)  | 1 coup   |
| 1956                                                 | Sam Snead (6)       | États-Unis       | 279 (−5)  | Playoffs |
| 1957                                                 | Stan Leonard        | Canada           | 276 (−4)  | 3 coups  |
| 1958                                                 | Bob Goalby          | États-Unis       | 275 (−9)  | 2 coups  |
| 1959                                                 | Dow Finsterwald     | États-Unis       | 278 (−6)  | 2 coups  |
| 1960                                                 | Sam Snead (7)       | États-Unis       | 270 (−14) | 2 coups  |
| 1961                                                 | Mike Souchak        | États-Unis       | 276 (−8)  | 7 coups  |
| 1962                                                 | Billy Casper        | États-Unis       | 275 (−9)  | 1 coup   |
| 1963                                                 | Doug Sanders        | États-Unis       | 270 (−14) | 4 coups  |
| 1964                                                 | Julius Boros        | États-Unis       | 277 (−7)  | Playoffs |
| 1965                                                 | Sam Snead (8)       | États-Unis       | 273 (−11) | 5 coups  |
| 1966                                                 | Doug Sanders (2)    | États-Unis       | 276 (−8)  | Playoffs |
| 1967                                                 | George Archer       | États-Unis       | 267 (−17) | 2 coups  |
| 1968                                                 | Billy Casper (2)    | États-Unis       | 267 (−17) | 4 coups  |
| 1969                                                 | Gene Littler        | États-Unis       | 274 (−10) | Playoffs |
| 1970                                                 | Gary Player         | Afrique du Sud   | 271 (−13) | 2 coups  |
| 1971                                                 | Buddy Allin         | États-Unis       | 275 (−9)  | Playoffs |
| 1972                                                 | George Archer (2)   | États-Unis       | 272 (−12) | Playoffs |
| 1973                                                 | Chi Chi Rodriguez   | États-Unis       | 267 (−17) | 1 coup   |
| 1974                                                 | Bob Charles         | Nouvelle-Zélande | 270 (−14) | 1 coup   |
| 1975                                                 | Tom Weiskopf        | États-Unis       | 275 (−9)  | 3 coups  |
| 1976                                                 | Al Geiberger        | États-Unis       | 268 (−16) | 2 coups  |
| 1977                                                 | Danny Edwards       | États-Unis       | 276 (−12) | 4 coups  |
| 1978                                                 | Seve Ballesteros    | Espagne          | 282 (−6)  | 1 coup   |
| 1979                                                 | Raymond Floyd       | États-Unis       | 282 (−6)  | 1 coup   |
| 1980                                                 | Craig Stadler       | États-Unis       | 275 (−13) | 6 coups  |
| 1981                                                 | Larry Nelson        | États-Unis       | 281 (−7)  | Playoffs |
| 1982                                                 | Danny Edwards (2)   | États-Unis       | 285 (−3)  | 1 coup   |
| 1983                                                 | Lanny Wadkins       | États-Unis       | 275 (−13) | 5 coups  |
| 1984                                                 | Andy Bean           | États-Unis       | 280 (−8)  | 2 coups  |
| 1985                                                 | Joey Sindelar       | États-Unis       | 285 (−3)  | 1 coup   |
| 1986                                                 | Sandy Lyle          | Écosse           | 275 (−13) | 2 coups  |
| 1987                                                 | Scott Simpson       | États-Unis       | 282 (−6)  | 2 coups  |
| KMart Greater Greensboro Open                        |                     |                  |           |          |
| 1988                                                 | Sandy Lyle (2)      | Écosse           | 271 (−17) | Playoffs |
| 1989                                                 | Ken Green           | États-Unis       | 277 (−11) | 2 coups  |
| 1990                                                 | Steve Elkington     | Australie        | 282 (−6)  | 2 coups  |
| 1991                                                 | Mark Brooks         | États-Unis       | 275 (−13) | Playoffs |
| 1992                                                 | Davis Love III      | États-Unis       | 272 (−16) | 6 coups  |
| 1993                                                 | Rocco Mediate       | États-Unis       | 281 (−7)  | Playoffs |
| 1994                                                 | Mike Springer       | États-Unis       | 275 (−13) | 3 coups  |
| 1995                                                 | Jim Gallagher, Jr.  | États-Unis       | 274 (−14) | 1 coup   |
| Greater Greensboro Chrysler Classic                  |                     |                  |           |          |
| 1996                                                 | Mark O'Meara        | États-Unis       | 274 (−14) | 2 coups  |
| 1997                                                 | Frank Nobilo        | Nouvelle-Zélande | 274 (−14) | Playoffs |
| 1998                                                 | Trevor Dodds        | Namibie          | 276 (−12) | Playoffs |
| 1999                                                 | Jesper Parnevik     | Suède            | 265 (−23) | 2 coups  |
| 2000                                                 | Hal Sutton          | États-Unis       | 274 (−14) | 3 coups  |
| 2001                                                 | Scott Hoch          | États-Unis       | 272 (−16) | 1 coup   |
| 2002                                                 | Rocco Mediate (2)   | États-Unis       | 272 (−16) | 3 coups  |
| Chrysler Classic of Greensboro                       |                     |                  |           |          |
| 2003                                                 | Shigeki Maruyama    | Japon            | 266 (−22) | 5 coups  |
| 2004                                                 | Brent Geiberger     | États-Unis       | 270 (−18) | 2 coups  |
| 2005                                                 | K.J. Choi           | Corée du Sud     | 266 (−22) | 2 coups  |
| 2006                                                 | Davis Love III (2)  | États-Unis       | 272 (−16) | 2 coups  |
| Wyndham Championship                                 |                     |                  |           |          |
| 2007                                                 | Brandt Snedeker     | États-Unis       | 266 (−22) | 2 coups  |
| 2008                                                 | Carl Pettersson     | Suède            | 259 (−21) | 2 coups  |
| 2009                                                 | Ryan Moore          | États-Unis       | 264 (−16) | Playoffs |
| 2010                                                 | Arjun Atwal         | Inde             | 260 (−20) | 1 coup   |
| 2011                                                 | Webb Simpson        | États-Unis       | 262 (−18) | 3 coups  |
| 2012                                                 | Sergio García       | Espagne          | 262 (−18) | 2 coups  |
| 2013                                                 | Patrick Reed        | États-Unis       | 266 (−14) | Playoffs |
| 2014                                                 | Camilo Villegas     | Colombie         | 263 (−17) | 1 coup   |
| 2015                                                 | Davis Love III (3)  | États-Unis       | 263 (−17) | 1 coup   |
| 2016                                                 | Kim Si-woo          | Corée du Sud     | 259 (−21) | 5 coups  |
| 2017                                                 | Henrik Stenson      | Suède            | 258 (−22) | 1 coup   |
| 2018                                                 | Brandt Snedeker (2) | États-Unis       | 259 (−21) | 3 coups  |
| 2019                                                 | J. T. Poston        | États-Unis       | 258 (−22) | 1 coup   |
| 2020                                                 | Jim Herman          | États-Unis       | 259 (−21) | 1 coup   |
| 2021                                                 | Kevin Kisner        | États-Unis       | 265 (−15) | Playoffs |
| 2022                                                 | Kim Joo-hyung       | Corée du Sud     | 260 (−20) | 5 coups  |
| 2023                                                 | Lucas Glover        | États-Unis       | 260 (−20) | 2 coups  |

## Vainqueurs multiples
| Titres | Golfeur         | Nationalité | Années                                         |
| ------ | --------------- | ----------- | ---------------------------------------------- |
| 8      | Sam Snead       | États-Unis  | 1938, 1946, 1949, 1950, 1955, 1956, 1960, 1965 |
| 3      | Davis Love III  | États-Unis  | 1992, 2006, 2015                               |
| 2      | Byron Nelson    | États-Unis  | 1941, 1945                                     |
| 2      | Doug Sanders    | États-Unis  | 1963, 1966                                     |
| 2      | Billy Casper    | États-Unis  | 1962, 1968                                     |
| 2      | George Archer   | États-Unis  | 1967, 1972                                     |
| 2      | Danny Edwards   | États-Unis  | 1977, 1982                                     |
| 2      | Sandy Lyle      | Écosse      | 1986, 1988                                     |
| 2      | Rocco Mediate   | États-Unis  | 1993, 2002                                     |
| 2      | Brandt Snedeker | États-Unis  | 2007, 2018                                     |